# Władysław Kuchar
Władysław Jan Kuchar (ur. 10 sierpnia 1895, zm. 4 grudnia 1983) – polski inżynier, sportowiec, działacz sportowy, porucznik rezerwy artylerii Wojska Polskiego.

## Życiorys
Urodził się 10 lub 16 sierpnia 1895 w rodzinie pochodzenia węgierskiego jako syn Ludwika (zm. 1917) i Ludwiki z domu Drzewieckiej. Ojciec był przemysłowcem i został sponsorem klubu LKS Pogoń Lwów. Braćmi Władysława Kuchara byli również wszechstronni sportowcy (związani z klubem LKS Pogoń Lwów, w tym z sekcją piłki nożnej) i oficerowie rezerwy artylerii Wojska Polskiego: Tadeusz (1891-1966), także trener i działacz sportowy, kapitan, Wacław (1897-1981), olimpijczyk, porucznik. Jego rodzeństwem byli również: Kazimiera (1899-1981, po mężu Chodkiewicz), Karol (1892-1960), Kinga (ur., zm. 1894), Mieczysław (1902-1939, piłkarz, bramkarz Pogoni Lwów), Zbigniew (1905-1945, także hokeista Pogoni).
W 1908 zwyciężył w zawodach jazdy sztucznej (figurowej) dla uczniów lwowskich szkół średnich. Wkrótce potem został wicemistrzem Lwowa w tenisie w klasie II. W 1913 zdał maturę. W tym czasie legitymował się rekordami: 1,61 m w skoku wzwyż, 6,25 m w skoku w dal, 11,3 sek. w biegu na 100 metrów. Przed 1914 podjął studia architektury. Zdobył brązowy medal w mistrzostwach Austrii w dziesięcioboju. Był piłkarzem Pogoni Lwów grającym na pozycji prawego obrońcy. Jako piłkarz zyskał przydomek Crompton. Ukończył studia z tytułem inżyniera. Został członkiem korporacji akademickiej „Aquitania”. Przed 1913 był członkiem zarządu Lwowskiego Towarzystwa Łyżwiarskiego.
Podczas I wojny światowej wcielony do armii austriackiej służył na froncie włoski, m.in. brał udział w bitwach pod Piave i Isonco. W sierpniu 1918 był najlepszym zawodnikiem meczu reprezentacji Lwowa przeciw Wiedniowi (2:1). Zagrał wówczas w zbyt małych butach, co spowodowało zakażenie (flegmona). W obliczu zagrożenia gangreną lekarze zasugerowali amputację stopy, jednak wobec sprzeciwu Tadeusza Kuchara, zastosowano kurację w postaci pojenia alkoholem, jako środkiem bakteriobójczym. Doszło do tego w czasie obronie Lwowa w trakcie wojny polsko-ukraińskiej, a leczenie zakończyło się powodzeniem. Po odzyskaniu przez Polskę niepodległości został przyjęty do Wojska Polskiego. Wiosną służył w szeregach baterii haubic „Pogoń”, dowodzonej przez brata, Tadeusza. Uczestniczył w wojnie polsko-bolszewickiej. Został awansowany na stopień porucznika rezerwy artylerii ze starszeństwem z dniem 1 czerwca 1919. W 1923, 1924 był przydzielony jako oficer rezerwowy do 6 pułku artylerii ciężkiej we Lwowie (wraz z nim brat Tadeusz). W 1934 roku w dalszym ciągu posiadał przydział w rezerwie do 6 pułku artylerii ciężkiej we Lwowie.
Po wojnie nie uprawiał już futbolu, ale został kierownikiem piłkarskiej sekcji Pogoni Lwów. Czynnie uprawiał tenis i łyżwiarstwo figurowe. Został współzałożycielem i działaczem utworzonego w 1921 Polskiego Związku Łyżwiarskiego zostając sekretarzem zarządu, później był delegatem PZŁ na Lwów. W 1922 został mistrzem Polski, a w 1923 wicemistrzem w łyżwiarstwie figurowym. 6 grudnia 1926 został członkiem zarządu Lwowskiego Towarzystwa Łyżwiarskiego. W tenisie w 1923 zajął drugie miejsce w międzynarodowym turnieju, a wkrótce potem został wicemistrzem Warszawy. Uczestniczył w pierwszym w historii występie reprezentacji Polski w Pucharze Davisa w 1925 (Polska uległa Anglii 0:5, a Kuchar jako jedyny z Polaków nie przegrał seta do zera). Wraz ze Zdzisławem Stahlem (swoim partnerem w tenisowym deblu) był autorem przedwojennego podręcznika do nauki tenisa pt. Tennis. 
Zastępując brata Tadeusza w połowie lat 30. objął stanowisko kierownika referatu sportu w Zarządzie Miejskim miasta Lwowa (posadę pełnił nadal mimo wybuchu II wojny światowej jeszcze po 22 września 1939). Działał w Miejskim Komitecie Wychowania Fizycznego i Przysposobienia Obronnego we Lwowie. Zawodowo przejął po ojcu kierowanie rodzinną siecią kin na obszarze byłej Galicji, od Krakowa do Czerniowiec.
W listopadzie 1945 wyjechał ze Lwowa. Początkowo przebywał na Śląsku, potem osiadł braćmi Tadeuszem i Wacławem w Warszawie. W 1948 został głównym księgowym celem przygotowania uruchomienia FSO na Żeraniu. Później był dyrektorem rozbudowy tych zakładów. Po wojnie pozostawał aktywnym działaczem sportowym.
Pod koniec życia zamieszkiwał w Targówku wraz z ociemniałą siostrą Kazimierą. Był kawalerem. Zmarł 4 grudnia 1983 pod Warszawą.